# Рдест Бертхольда
Рдест Бертхольда (лат. Potamogeton berchtoldii) — вид водных растений рода рдест семейства рдестовые. Описан немецким ботаником Францем Ксавером Фибером в 1838 году. Название получил в честь чешского ботаника XIX века Фридриха фон Берхтольда. 

## Описание

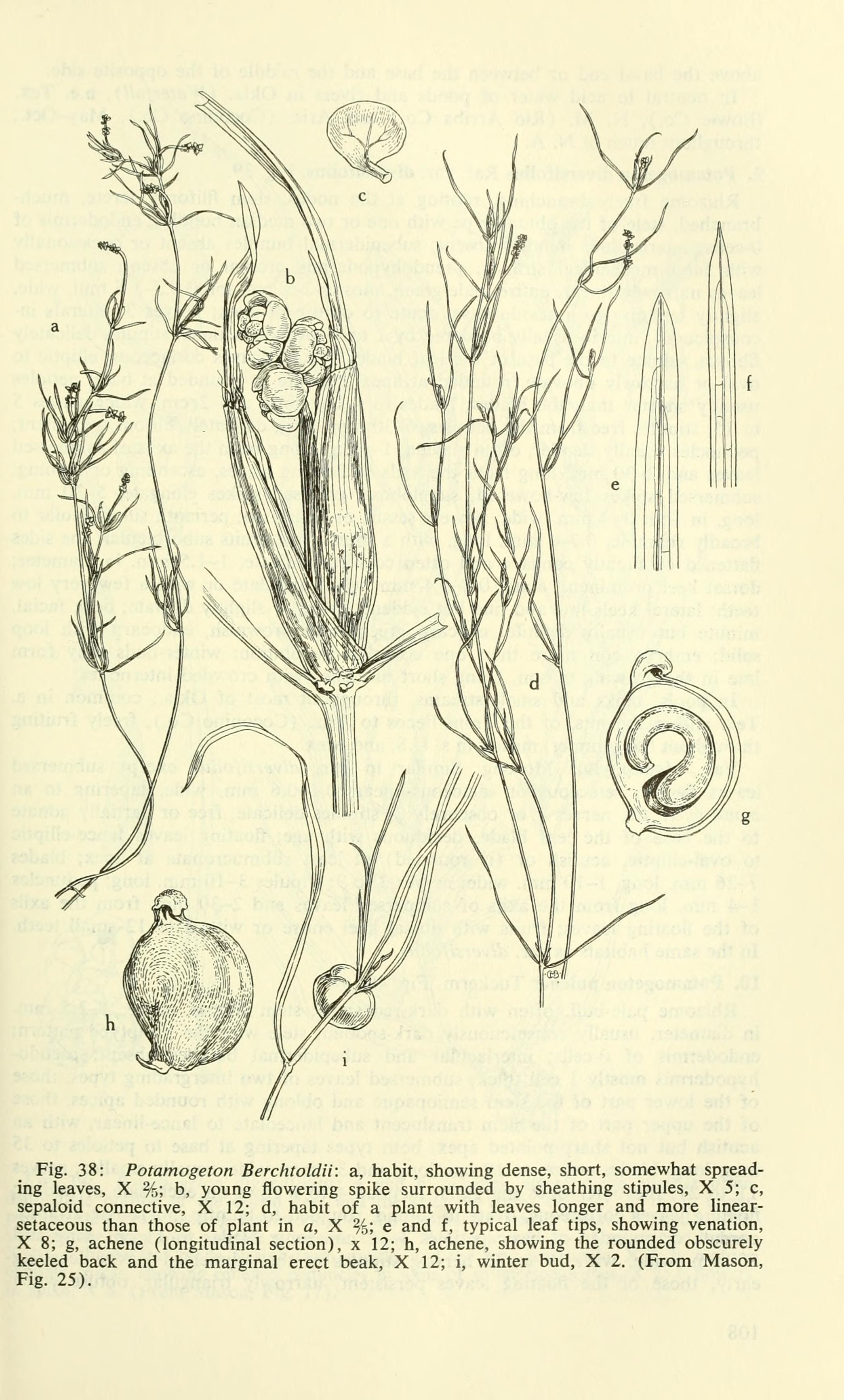
Иллюстрация

Рдест Бертхольда представляет собой мелколистную водоросль, растущую кустами. У этого вида нет многолетнего корневища, и растения отмирают зимой, образуя большое количество покоящихся почек, известных как турионы. Стебли очень тонкие, обычно не превышают высоты 60 см. Листья плоские, обычно 25—50 мм в длину и менее 2 мм в ширину. Имеют бледно-зелёную, оливково-зелёную или коричневато-зелёную окраску.

## Распространение
Рдест Бертхольда произрастает в Европе (включая Великобританию, Ирландию, континентальную Европу, Скандинавию), на Ближнем Востоке, в Северной Америке (Канада, США). Встречается в Азии (Бутан, Китай, Япония, Казахстан, Корея, Таджикистан, Туркмения, Узбекистан и Россия).Распространён в Малой Азии и на Ближнем Востоке (Ирак, Иран, Турция).

## Экология
Рдест Бертхольда имеет широкую экологическую устойчивость, растет в озерах, прудах, канавах, ручьях и реках с медленным течением, вручается и во временных водоемах. Данный вид быстро может освоить новую среду обитания.